# Kampenhofs AB

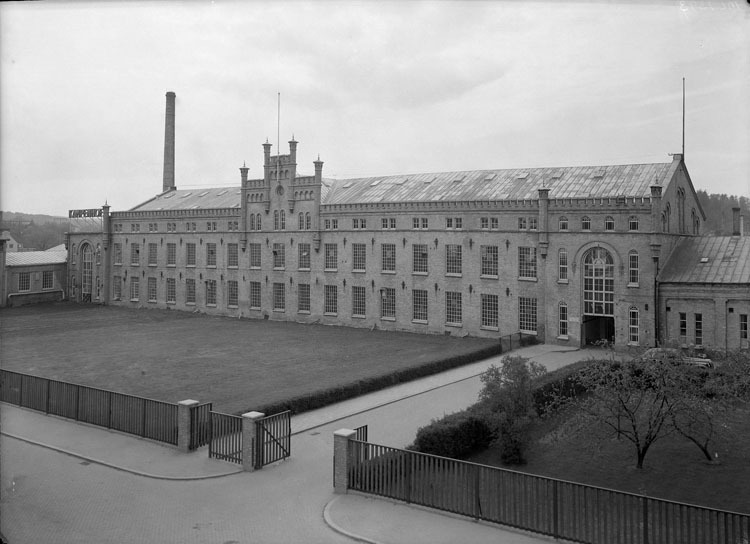
Kampenhofs fabriksbyggnad

Kampenhofs AB var ett bomullsspinneri i Uddevalla, verksamt 1858-1954. Initiativtagare till spinneriet var major Mikael Koch, grosshandlare Nils Sirenius och disponent Robert W. Bley. Robert Bley kvarstod som företagets ledare till 1889.
Fabriken, vars byggnad ritades av Adolf W. Edelsvärd, byggdes 1856-57 och var stadens största industri i många år. Uddevalla hade vid den tiden knappt hunnit repa sig från den stora branden 1806, 50 år tidigare, därför var anläggandet av Kampenhofsfabriken en stor händelse. Kampenhofbolaget byggdes med maskiner och hantverksskicklighet från England. De tre första spinnmästarna var också från England. 
Fabriken byggdes för att rymma 80 vävstolar och 10 000 spindlar. År 1857, samma år som fabriken först togs i drift, slöts en överenskommelse mellan staden och Kampenhof AB om att man gemensamt skulle anlägga ett gasverk strax intill fabriken. Kampenhof skulle få ljus i fabriken och staden gatubelysning. På kvällen den 20 september 1857 kunde de 104 gaslyktorna tändas. 
Inledningsvis drevs fabriken av en ångmaskin, men 1916 övergick man till eldrift. Under tiden 1862-1863 infördes fyradagarsvecka på grund av ekonomiska problem, men från 1864 drevs verksamheten åter på heltid. År 1920 hade man en personalstyrka om 270 personer; år 1946 hade arbetsstyrkan gått upp till 330. Efter att ha haft ekonomiska problem på 1950-talet begärdes företaget i likvidation 30 september 1954. Byggnaden revs 1982 och ersattes 1990 av bussterminalen Kampenhof.